# Кейпоп-охотницы на демонов
Кейпоп-охотницы на демонов (англ. KPop Demon Hunters) — американский анимационный фильм, фэнтезийный мюзикл, выпущенный 20 июня 2025 года Sony Pictures Animation на стриминговой площадке Netflix. Режиссёрами выступили Мэгги Канг и Крис Аппельханс. Персонажей в мультфильме озвучивали известные корейские или американо-корейские актёры и певцы —  Арден Чо, Ан Хё Соп, Мэй Хонг, Джи-Ён Ю, Ким Юнджин, Дэниел Дэ Ким, Кен Джонг и Ли Бёнхон и другие. 
Сюжет повествует о женской K-pop группе Huntrix, ведущей двойную жизнь певиц и охотниц на демонов. Однажды они сталкиваются с конкурирующей бой-бэнд группой Saja Boys, чьи члены являются демонами, притворяющимися людьми. 
Над мультфильмом работали с 2021 года. Канг, написавшая историю хотела изобразить в «Охотницах на демонов» как современную корейскую поп-культуру, так и традиционную корейскую мифологию и демонологию. Канг стремилась предать своей картине визуальную уникальность, вдохновлённую музыкальными клипами K-pop, аниме и корейскими дорамами. В мультфильме можно услышать треки известных певцов, а также музыку авторства Марсело Зарвоса.

## Сюжет
Испокон веков народу Кореи угрожали демоны, похищавшие души для своего короля преисподней Гви-Ма. Людей защищали охотницы на демонов и певицы, чьи песни создавали и укрепляли «ханмун» — завесу, оберегающую мир людей от демонов. Охотницы на демонов передавали свои знания через поколения, а сами спасали людей под прикрытием музыкальных групп. Теперь оберегать мир людей должна молодая K-pop группа Huntrix. Глава группы Руми скрывает секрет от всех, что она наполовину демон, по отцовской линии. Метки демона постепенно разрастается по её телу и их становится всё труднее укрывать. 
Героини сталкиваются с необычной угрозой — группа демонов решает создать собственную бой-бэнд группу Saja Boys, перетянуть к себе фанатов Huntrix и тем самым ослабить ханмун. Это им удаётся и Huntrix стремительно теряет популярность. 
О секрете Руми случайно узнаёт глава Saja Boys — Джину и пытается тайно сблизится с героиней в надежде перетянуть её на свою сторону или по крайне мере посеять в ней сомнения. Руми же в свою очередь соглашается сблизиться с Джину, в надежде перетянуть его на свою сторону, так они влюбляются друг в друга. Джину раскрывает, что 400 лет назад был человеком и заключил сделку с королём демонов Гви-Ма, чтобы жить в богатстве. Опьянённый новой властью он отвернулся от своей семьи, обрекая их на погибель. Джину гложет чувство вины и в обмен на победу над Huntrix, Гви-Ма обещал ему стереть память.  
План Джину преуспевает, Руми ведёт себя слишком рассеяно и неуверенно, но и сам Джину теперь сомневается в своих мотивах. Huntrix теряют популярность и уже не справляются с нарастающей армией демонов. Мира и Зои узнают о демонических корнях Руми и бросают её, разваливая группу. 
Saja Boys устраивают последний концерт и готовятся к жатве душ. Концерт прерывает своим пением Руми, к ней снова присоединяются подруги и вместе они прямо на сцене вступают в сражение с Saja Boys и Гви-Ма. Джину, осознав ошибочность своих действий, защищает Руми и за это платится своей жизнью. Huntrix удаётся победить оставшихся членов Saja Boys и восстановить ханмун. 

## Актёры озвучивания
- Арден Чо (диалоги) / EJAE (вокал) — Руми, главная героиня и лидер группы Huntrix. Полудемон. В бою использует меч.
- Мэй Хонг[англ.] (диалоги) / Одри Нуна[англ.] (вокал) — Мира, член группы Huntrix и хореограф. В бою использует клинок.
- Джи-Ён Ю[англ.] (диалоги) / Рей Ами[англ.] (вокал) — Зои, член группы Huntri, рэппер и автор песен. В бою использует ножи.
- Ан Хё Соп[англ.] (диалоги) / Эндрю Чой[англ.] — Джину, дейтрагонист, лидер группы Saja Boys. 400 лет назад был человеком.
- Джоэл Ким Бустер (диалоги) / samUIL Lee (вокал) — Романтик Saja
- Алан Ли (диалоги) / Кевин Ву[англ.] (вокал) — Мистери Saja
- Сон Вон Чо[англ.] (диалоги) / Neckwav (вокал) — Эбби Saja
- Дэнни Чанг (вокал) — Бэйби Saja, в группе читает реп.
- Ким Юнджин  (диалоги) / Леа Салонга (вокал) — Селин, приёмная мать Руми и бывшая охотница на демонов
- Лайза Коши — ведущая
- Дэниел Дэ Ким — врач-аферист
- Кен Джонг — менеджер Huntrix Бобби
- Ли Бёнхон — Гви-Ма, король демонов

| |  |  |  |  |
| Актёры озвучивания: Арден Чо (Руми), Ан Хё Соп (Джину), Джи-Ён Ю (Зои), Ким Юнджин (Селин), Ли Бёнхон (Гви-Ма) |  |  |  |  |

## Создание

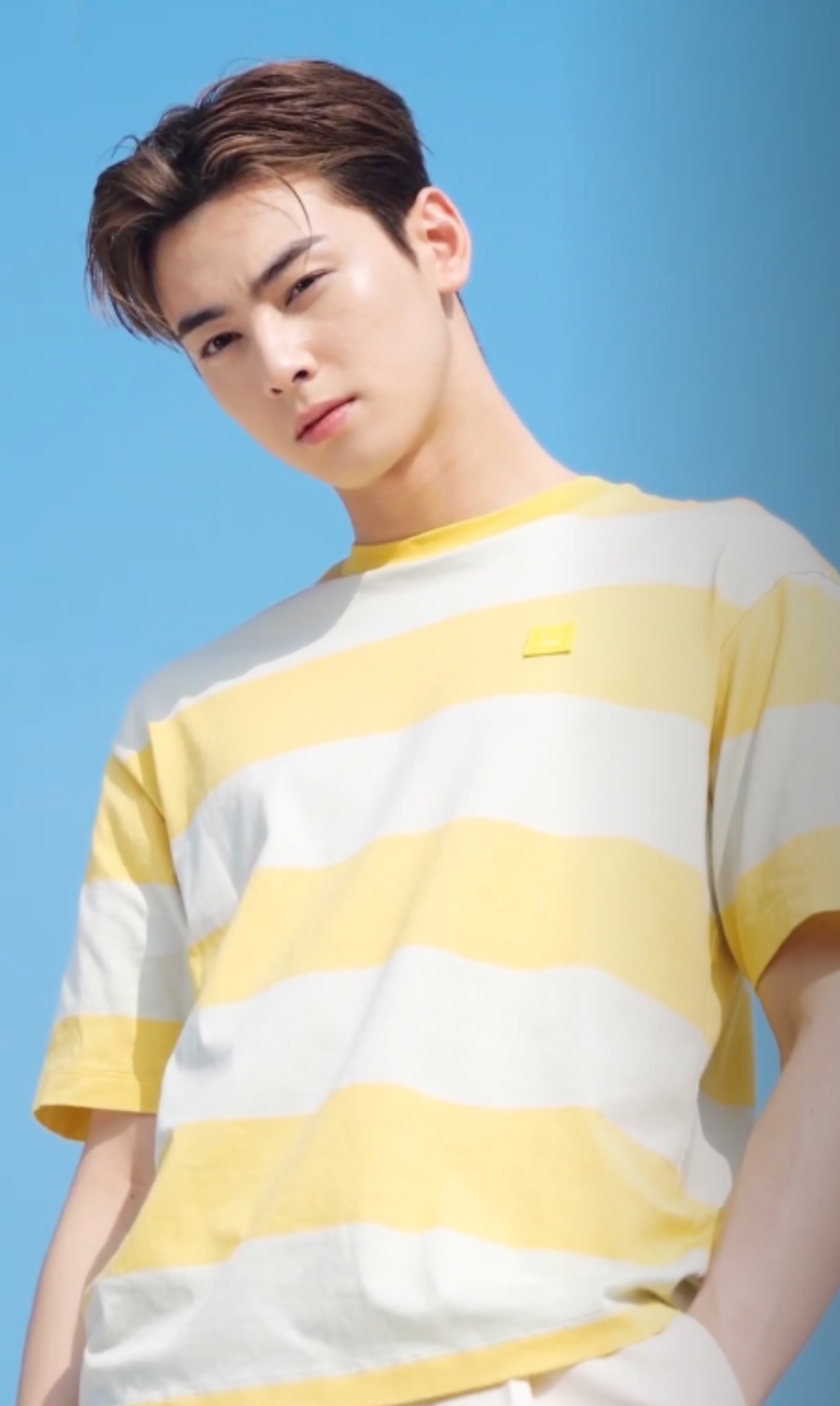
Джину, глава Saja Boys создавался по образу южнокорейского певца Чха Ыну

В марте 2021 года, Sony Pictures Animation анонсировала рабочий проект под названием K-Pop: Demon Hunters. Мэгги Канг и Крис Аппельханс выступали режиссёрами, Ханна МакМечан и Даня Хименес — сценаристами, а Арон Варнер и Мишель Л.М. Вонг — продюсерами. Также в качестве художника-постановщика и арт-директора были выбраны Минцзюэ Хелен Чэнь и Эми Томпсон.
Идея о мюзикле пришла Мэгги Канг по время пандемии COVID-19, когда она поняла, что музыка может объединять людей и помогать справляться им со стрессом. Канг утверждала, что хотела создать что-то уникальное, не похожее не мейнстримную мультипликацию. Сюжет должен был раскрывать корейскую культуру, мифологию и демонологию. Канг также назвала свой проект любовным письмом K-pop и своим корейским корням.  
Аппельханc присоединился к команде позже, когда Канг поделилась с ним своими идеями о будущем проекте. Тогда Аппельханc хотел отдохнуть после работы над «Волшебным драконом» (2021). Он заметил, что всегда желал создать историю о силе музыки, способной радовать, объединять людей и быть опорой для сообщества. 

### Сценарий
В основу сюжета легла идея, что музыка может выступать источником магических сил. Канг призналась, что создать сюжет для полнометражного мультфильма, в который бы вмещалось до семи песен было не просто, поэтому сами песни требовалось вплести в сюжет. Чисто Бродвейский формат мюзикла не подходил данной ленте. Создатели хотели затронуть в сюжете современную и традиционную корейскую культуру; перебирая разные идеи, они остановились на идее шаманок-певиц. Мэгги Канг упоминала о том, что в Корее традиционно шаманами были женщины в мужских костюмах и этот аспект культуры лёг в основу сюжета. 
Работая над дизайном персонажей, Канг хотела наделить своих героинь чертами, отличными от типичных современных героинь Marvel —  «сексуальных, крутых задир» и вместо этого изобразить «девчонок, которые могут быть неряшливыми, грубыми, сумасшедшими и весёлыми». Эппельханс заметил, что героини из мультсериала при первом взгляде выглядят крутыми, суперкрасивыми и гламурными, при их ближайшем рассмотрении, зритель увидит, что они могут быть забавными, глупыми, любить еду, носить пижамные штаны. Эта сочетание совершенства и одновременно несовершенного и человеческого лежит в основе многих корейских историй и это создатели хотели изобразить в мультфильме. Канг заметила, что ей не хватает многогранных и «настоящих» главных женских персонажей в современных фильмах. Многие сцены в мультфильме создавались так, чтобы «обманывать» ожидания зрителей, например нарочито романтическая сцена первой встречи Реми и Джину, которая внезапно обрывается. Сама сцена является пародией на сюжетное клише в корейских драмах.
Сценаристы придумали несколько вариантов концовок, но во всех Джину жертвует собой ради Реми и проходит арку искупления. Из-за ограниченного хронометража, создателям пришлось отказаться от ряда сюжетно важных сцен, например про «исхождение» и предысторию Реми. Мэгги Канг заметила, что хотела бы раскрыть происхождение Реми, если ей позволят работать над новым проектом по вселенной «Охотниц на Демонов».
Тигр и ворон Эти персонажи задумывались, как сатирические волшебные создания, одни должны были выступать в роли помощников. Чтобы вписать животных в сюжет, их было решено сделать питомцами Джину. Чтобы лучше обосновать их наличие с истории, тигру приписали роль доставщика писем.

### Анимация и стиль

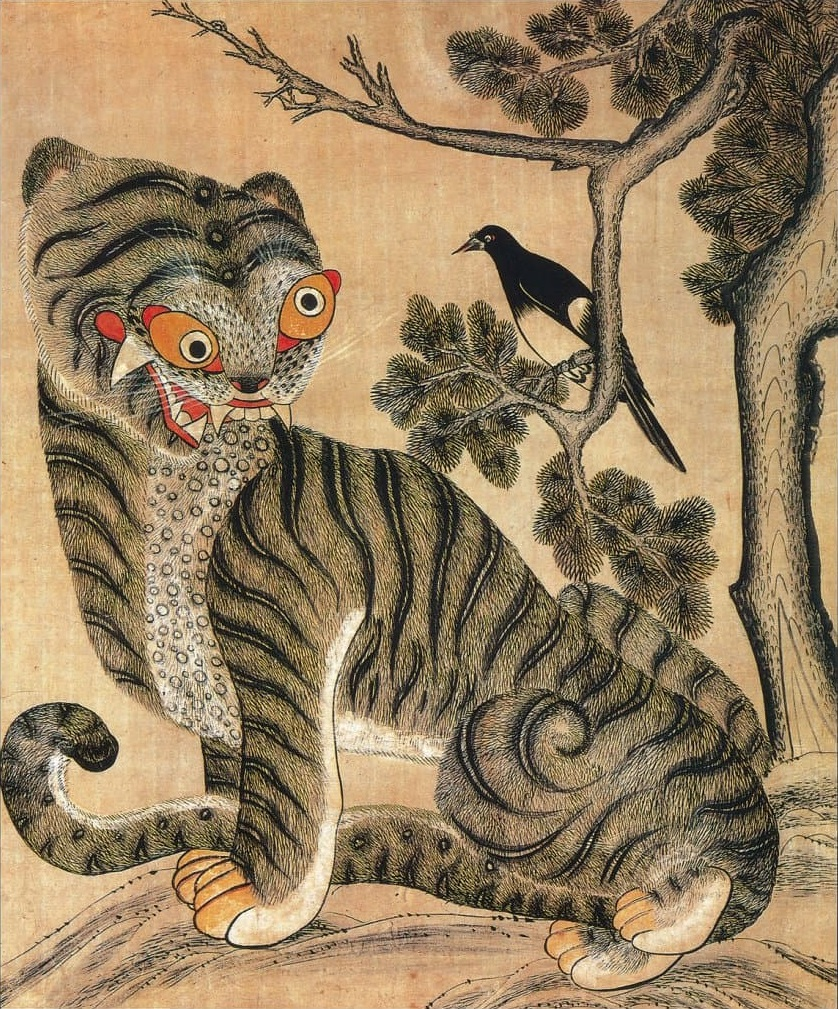
Тигр и ворон из сюжета отсылают к корейскому народному искусству XVIII века

Мультфильм был анимирован в студии Sony Pictures Animations, известной за создание мультфильмов серии Spider-Verse и «Митчеллы против машин». Командой аниматоров руководил Джош Беверидж. Аппельханс заметил, что анимация была вдохновлена музыкальными клипами, редакционной фотографией, к-драмами, концертной подсветкой и аниме.  Главным источником вдохновения стал мультфильм «Человек-паук: Через вселенные» (2018), совмещающий трёхмерную компьютерную и двухмерную рисованную анимацию комиксов. Канг задумала создать похожий проект, но где «двухмерная» составляющая будет вдохновлена японский анимацией, называя свой проект CG-версией аниме. Канг также вдохновлялась творчеством Пона Джун Хо, выражая восхищение тем, как он умеет «жонглировать» с разными тонами и цветовыми палитрами в своих кинолентах, приближая их в цветовой насыщенности к анимации.  
Беверидж заметил, что его команда стремилась передать в трёхмерном пространстве эстетику двухмерной анимации, чтобы мультфильм выглядел «смело и вызывающе». Как и в аниме, форма лиц персонажей меняется в зависимости от эмоционального настроя, например при выражении агрессии и недовольства черты лица становятся более линейными, угловатыми, а для выражении умиления применяется стиль «тиби» или «деми-тиби». Канг заметила, что прорабатывала мимику персонажей, ориентируясь на мимику носителей корейского языка. 
Saja Boys создавались по образу корейских бойс-бэнд групп, таких, как Tomorrow X Together, BTS, Stray Kids, Ateez, BigBang и Monsta X. Прообразом Джину является южнокорейский певец Чха Ыну. Huntrix были созданы по образу корейских гёрл-групп Itzy, Blackpink и Twice. Руми была создана по образу южнокорейской модели Ан Со Ён. Обе группы должны были отражать связь прошлого и настоящего Южной Кореи. Например Huntrix носят норигэ, а Saja Boys в своей демонической форме носят чёрный ханбок c катом. Смена образа Saja Boys особенно подчёркнута, в начале они выглядят «приторно и сладко», потом становятся мрачными, воплощая корейский аналог «смерти с косой». 
Питомцы Джину — тигр и ворон отсылают к корейскому народному искусству Минхва эпохи Чосон, в частности к Ходжак-до — сатирическим изображениям тигра и сороки из XVIII века. Чтобы подчеркнуть фантастическую сущность животных, тигра наделили голубым мехом, а ворону добавили третий глаз. 

## Выход
Будущая лента была анонсирована в марте 2021 года без даты выхода. Тогда ленту причислили к категории «театральной». В апреле 2022 года стало известно, что стриминговый сервис Netflix зарегистрировал заявку на фильм. В интервью журналистам Business Insider, генеральный директор Sony Pictures подтвердил о работе над фильмом и его выпуске на Netflix в феврале 2023 года. В июне 2024 года было анонсировано, что мультфильм выйдет в 2025 году. В апреле 2025 года стало известно, что одну из героинь озвучивает Джи-Ён Ю. Об остальном актёрском составе стало известно в конце месяца. В апреле 2025 года стало известно о выходе 20 июня 2025 года.

### Популярность
«Кейпоп-охотницы на демонов» по состоянию на 26 июня возглавили чарты на Netflix в 41 странах, в том числе в Южной Корее, США, Тайване, Таиланде, Филиппинах, Сингапуре и Португалии. К 26 июня мультфильм посмотрели 9,2 миллионов раз. По состоянию на 27 июня мультфильм стал самой высоко оценённой лентой от Netflix как у критиков, так и зрителей. Мультфильм сразу после выхода собрал фанатскую аудиторию, создающую фан-арты и фанфики. Мэгги Канг, режиссёр мультфильма на фоне успеха объявила о желании снять фильм с участием актёров. 
Саундтрек к мультфильму после выпуска вошёл в топ-10 чарта Billboard 200 и занял восьмое место в чарте самых популярных альбомов США ещё до выхода физических копий. Согласно данным Luminate, доходы с саундтрека по состоянию на 26 июня эквивалентны продажам 31 000 альбомов.
Песни из мультфильма попали в музыкальные чарты. Самыми популярными стали песни «Golden» от HUNTR/X и «Your Idol» от Saja Boys. Песня «Your Idol» заняла 8 место в американском чарте Spotify, таким образом Saja Boys стали второй в истории корейской «группой» после BTS, чья песня попала в чарты Spotify и первой группой пятого поколения. На фоне успеха мультфильма и саундтрека, заметно возрос интерес к другой вымышленной k-pop группе — K/DA, количество прослушиваний их музыки выросло на 32%. 4 июля трек «Your Idol» стал самым прослушиваемым на американском Spotify с 1,269 миллионами прослушиваний. Saja Boys стали первой корейской группой, достигшей такого рекорда. Группа HUNTR/X также побила рекорды по прослушиваниям. Обе эти группы побили рекорды BTS и Blackpink.
| Чарт (2025)                        | Пиковая позиция |
| ---------------------------------- | --------------- |
| Australian Albums (ARIA)           | 5               |
| Нидерланды (Album Top 100)         | 28              |
| Lithuanian Albums (AGATA)          | 31              |
| New Zealand Albums (RMNZ)          | 2               |
| Norwegian Albums (IFPI Norge)      | 34              |
| Swedish Albums (Sverigetopplistan) | 55              |

### Споры
Выход мультфильма сопровождался серией споров. Когда Мэгги Канг рассказала, что образ Руми был вдохновлён южнокорейской моделью Ан Со Ён и певицей Дженни Ким из Blackpink, она стала жертвой интернет-травли. Её развернули некоторые токсично настроенные фанаты, обвинили Мэгги Канг в плагиате их любимых кумиров и утверждали, что имеенно из-за плагиата мультфильм стал настолько успешным. Канг отвечала на критику и опровергала их утверждения. 
Мультфильм был плохо принят в Китае, чьи пользователи обвиняли создателей мультфильма в культурной аппроприации на основе того, что все элементы, отсылающие к традиционной корейской культуре в мультфильме слишком похожи на китайские. Это отражают популярное мнение среди китайцев, что корейская культура в целом является плагиатом китайской на основании того, что она формировалась под влиянием Китая. На китайских платформах мультфильм подвергался жёсткой критике.

## Критика
Рейтинг одобрения на агрегаторе Rotten Tomatoes составил 97% на основе 17 обзоров. Средняя оценка на агрегаторе Metacritic составила 75 баллов из 100 возможных на основе 4 обзоров.
Брэндон Ю, редактор журнала The New York Times назвал KPop Demon Hunters «оригинальной вселенной, очаровательной, весёлой и энергичной». Сюжет выглядит особенно забавным, когда «иронизирует над излишне искусственной поп-культурой — от k-pop до корейских дорам и фабричных вокальных шоу». Мэтт Голдберг с сайта TheWrap заметил, что сюжет мог бы «ощущаться невыносимо надуманным, если бы не великолепная комедийная линия, точно подмечающая клише k-pop и k-драм». Ю также отметил определённое визуальное «родство» мультфильма с другими недавними хитами студии Sony Pictures Animation из франшизы Spider-Verse и то, как выразительная визуальная стилистика и музыка выступают эффективным инструментом повествования. Исайя Колберт с сайта Io9 назвал мультфильм визуальным шедевром с насыщенной и яркой анимацией после Spider-Verse. Он особенно похвалил «смелый и выразительный» дизайн персонажей и то, как главные героини мгновенно переключаются между образами поп-идолов и «забавных девчонок, строящих гримасы» и с которыми легко себя ассоциировать.
Туссен Эган с сайта IGN оценил то, как мультфильм умеет затрагивать серьёзные темы, при этом не «перегибая с серьёзностью», а вместе с «впечатляющим качеством и захватывающими экшен-сценами» это делает мультфильм «по-настоящему увлекательным зрелищем». Голдберг также похвалил Мэгги Кан и Криса Аппельханса за то, что они «понимают, даже если сюжет абсурден, ставки всё равно должны ощущаться настоящими». Джефф Юинг в своём обзоре для Collider написал, что мультфильм предлагает «восхитительно безумную фэнтези-концепцию» и «увлекательный лор, связанный с демонами, музыкой и охотниками», сюжет ощущается свежим, но при этом глубоким и проработанным..
Давая оценку работе актёров озвучивания, Джефф Юинг отметил, что каждая участница Huntrix представляет собой уникальную личность, но все они сохраняют отличную командную динамику; Мэй Хонг и Джи-ён Ю отлично воплотили образы Миры и Зои. Арден Чо в свою очередь удалось отыграть сложность и эмоциональную глубину Руми, а Ан Хё-сопу удалось великолепно отыграть харизматичного и хитроумного демона Джину. Колберт также оценил «выдающуюся актёрскую работу основного состава» и похвалил подлинный музыкальный дух фильма, который «делает песни настолько заразительными, что даже самый скептически настроенный критик k-pop не сможет удержаться от того, чтобы не качать головой и не подпевать». 
Он также подчеркнул, что фильм показывает, что музыка может выступать формой «убежища и эмоционального самовыражения», как в мультфильме «Я краснею» и неожиданно, как в «Грешниках». Эган отметил, что «боевые сцены с эффектной хореографией и энергетикой аниме во многом строятся на музыкальных номерах с оригинальными песнями, написанными как признанными западными авторами, так и звёздами k-pop». Рецензент добавил, что это «визуально роскошное фэнтези с экшеном, наполненное душевными вокальными партиями, способными влюбить в себя даже самых ярых поклонников анимационных мюзиклов». Голдберг отметил, как «запоминающиеся» песни тесно вплетены в сюжет и позволяют поддерживать напряжение на протяжении всего фильма. 
Основным предметом критики у Колберта стала слишком «удобная» концовка, по его словам, настолько аккуратная, что остальной сюжет лишается части глубины и исходного замысла. Юинг пожелал, чтобы сюжет больше раскрыл второстепенных персонажей и главным образом прошлое Руми. Голдбергу не нравилась порой излишне резкая «смена тональности» повествования. Он оговорился, что не имеет ввиду, что из сюжета стоило бы убрать эмоциональные элементы, «но если уж идти в этом направлении, следовало бы лучше раскрыть сюжетные арки Зои и Миры, которые в основном выступают комическим дуэтом вплоть до финала».

## Внешние ссылки
- sonypicturesanimation.com/… (англ.) — официальный сайт Кейпоп-охотницы на демонов